# Ralf Dujmovits
Ralf Dujmovits (ur. 5 grudnia 1961 w Bühl) – niemiecki himalaista. Jest szesnastym człowiekiem w historii (i pierwszym Niemcem), który zdobył Koronę Himalajów i Karakorum. Właściciel agencji wyprawowej Amical Alpine (wsławił się m.in. tym, że podczas komercyjnej wyprawy na Nanga Parbat „wprowadził” na szczyt 11 swoich klientów). Był mężem austriackiej himalaistki Gerlinde Kaltenbrunner, para rozstała się w 2015 roku.

## Ośmiotysięczniki
- 1990 – Dhaulagiri
- 1992 – Mount Everest
- 1994 – K2
- 1995 – Czo Oju
- 1997 – Sziszapangma
- 1999 – Broad Peak
- 2000 – Gaszerbrum II
- 2001 – Nanga Parbat
- 2004 – Annapurna
- 2004 – Gaszerbrum I
- 2006 – Kanczendzonga
- 2007 – Manaslu
- 2008 – Makalu
- 2009 – Lhotse